# Oulad Bouaziz
Pour les articles homonymes, voir Bouaziz.
 (juin 2012).
 (avril 2025).
Motif : En attendant des sources secondaires centrées.
- Archive Wikiwix
- Bing
- Cairn
- DuckDuckGo
- E. Universalis
- Gallica
- Google
- G. Books
- G. News
- G. Scholar
- Persée
- Qwant
- (zh) Baidu
- (ru) Yandex
- (wd) trouver des œuvres sur Wikidata

| 1. | Préciser le motif de la pose du bandeau. | Précisez le motif de la pose du bandeau en utilisant la syntaxe suivante : {{admissibilité à vérifier\|date=avril 2025\|motif=remplacez ce texte par le motif}}                    |
| 2. | Informer les utilisateurs concernés.     | Pensez à avertir le créateur de l'article, par exemple, en insérant le code ci-dessous sur sa page de discussion : {{subst:avertissement admissibilité à vérifier\|Oulad Bouaziz}} |

Oulad Bouaziz (en arabe: أولاد بوعزيز) est une tribu marocaine, faisant traditionnellement partie de la confédération tribale des Doukkala.

## Origines et Histoire
D'origine principalement arabe hilalienne, ils ont été introduits dans la région au XIIe siècle, dans son livre Description de l'Afrique, Léon l'Africain écrit concernant les Athbaj, auxquels les Oulad Bouaziz sont apparentés :
« Athbaj étaient les plus nobles et les plus valeureux des Arabes, Al Mansour les a choisis pour s'installer à Doukkala et les plaines de Tadla, de nos jours ils payent d'importants impôts parfois pour le roi du Portugal, et d'autres fois pour le roi de Fès ; leur nombre est approximativement cent mille guerriers dont la moitié sont des chevaliers. »
Au XVIe siècle, le sultan Ahmed al-Mansur Saadi les déplace vers la région de l'Azghar[réf. nécessaire] après leur rébellion et leur substitue des Safiane. À la mort du sultan 1603, ils retrouvent leurs terres, impliquant le départ des Safiane vers l'est.
Ils seront aussi sollicités au jihad contre les Portugais, par Muhammad al-Ayashi (issue de la tribu des Banu Malak.
Ayant participé en 1536 à la reconquête de la ville d'Azemmour, alors aux mains des Portugais, ils ont aussi contribué, en 1769, à la reconquête de la ville de Mazagan, le sultan Mohammed III les récompense en leur offrant la ville.

## Fractions
Elle est divisés en 6 fractions :
- les Oulad Douib
- les Oulad Hassine
- les Oulad Issa
- les Oulad Dhalim
- les Oulad Messaoud
- les Oulad Ghanem, dont Ghanem est l’ancêtre de la tribu tunisienne des Ouled Boughanem[1].

## Sources, notes et références
- Description de l'Afrique de Léon l'Africain[réf. incomplète]
- Histoire d'Ibn Khaldoun[réf. incomplète]
- Les nouvelles du Maroc d'Ahmad Ben Khalid Naciri[réf. incomplète]